# Blauwe lis
De blauwe lis (Iris germanica) is een inheemse plant in Zuid-Europa. De plant wordt naar de botanische naam ook wel Duitse lis genoemd. De naam blauwe lis wordt ook wel gebruikt voor Iris spuria, die echter kleiner is, en kleinere en minder blauwe bloemen heeft. De plant wordt in Duitsland Deutsche Schwertlilie genoemd, de Engelse naam is flag.
Doordat ook de Amerikaanse blauwe lis (Iris versicolor) en Iris laevigata wel blauwe lis genoemd worden, is het vaak niet eenvoudig om beschrijvingen uit elkaar te houden.

## Beschrijving
Deze vaste plant varieert in hoogte van 0,6-1,4 m. De stengels zijn onbehaard, en stijf rechtopstaand. De groene bladeren zijn smal en staan eveneens rechtop.
De bloeitijd is mei tot juni. De onderste kroonbladen dragen draden, hieraan ontleent de plant ook wel zijn Engelse naam 'German bearded iris'. Deze draden wijzen hommels de weg naar de diep in de bloem verborgen honingklieren. Onderweg hierheen krijgt het insect stuifmeel op de rug.

## Verspreiding
Oorspronkelijk afkomstig uit het Middellandse Zeegebied, is de plant over een groot deel van de wereld verspreid, onder meer in Noord-Amerika.
De plant komt in Europa algemeen voor, en groeit op zonnige plaatsen waar de grond een goede afwatering heeft.
De blauwe lis werd in de 17e eeuw in Duitsland als sierplant ingevoerd, waarna hij daar verwilderde.
... · 
I. ensata (Japanse iris) · 
I. germanica (Blauwe lis) · 
I. latifolia · 
I. lutescens · 
I. pseudacorus (Gele lis) · 
I. pumila · 
I. reticulata · 
...